# WISE J181417.29+341224.9
 (janvier 2023).
WISE J181417.29+341224.9 est une galaxie très lumineuse en infrarouge (2e galaxie la plus lumineuse en infrarouge connue) située dans la constellation de la Lyre,. Elle a été découverte au début de 2012 par une équipe de scientifiques japonais à l'aide du télescope spatial infrarouge WISE, et a été annoncée dans un article publié le 27 août 2012 dans la revue scientifique The Astrophysical Journal,. Le WISE lui a enregistré un décalage vers le rouge de 2.452, soit un distance de ~3,37 milliards d'a.l. (~1,033 milliard de pc) de la Terre.

## Luminosité
Dans des longueurs d'onde de ~350 µm, la luminosité totale de WISE 1814+3412 est mesurée à 3.7 x 1013 L☉ voire ~1014 L☉. Le fait que WISE 1814+3412 est invisible dans le spectre visible a posé de nombreuses questions. Les observations en ondes radio ont montré que WISE 1814+3412 est en proie à une grande formation d'étoiles, qui transforme plus de 300 M☉ de matière en étoiles dans une période de moins d'une année. Les observations radio ont aussi détecté que la galaxie WISE 1814+3412 a subi une activité antérieure qui aurait éjecté une grande quantité de gaz en direction de la Voie Lactée sous la forme de jets astrophysiques, la galaxie serait ainsi obscurcie par des nuages de gaz très dense qui bloqueraient la lumière, mais ces derniers serait invisibles en infrarouge,. La luminosité infrarouge viendrait donc de des sursauts de formation des jeunes objets stellaires de la galaxie.